# Arrigo Boito
Enrico Giuseppe Giovanni Boito, detto Arrigo, noto anche con lo pseudonimo di Tobia Gorrio (Padova, 24 febbraio 1842 – Milano, 10 giugno 1918), è stato un letterato, librettista e compositore italiano.
Figlio di Silvestro Boito e Giuseppina Radolinska, fratello minore di Camillo, è noto soprattutto per i suoi libretti d'opera, considerati tra i massimi capolavori del genere, e per il suo melodramma Mefistofele.

## Biografia

### I primi anni e l'attività poetica

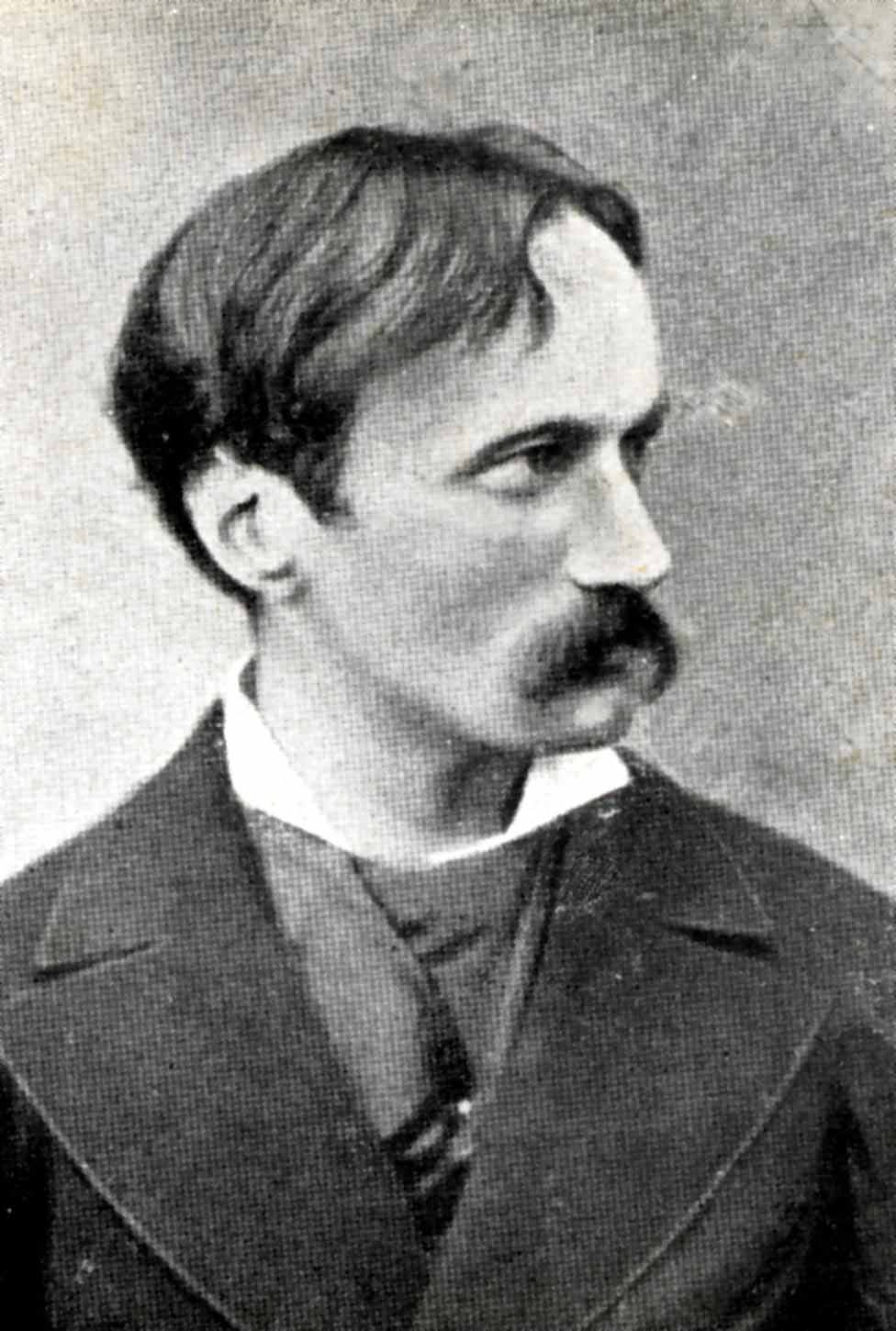
Boito intorno al 1868

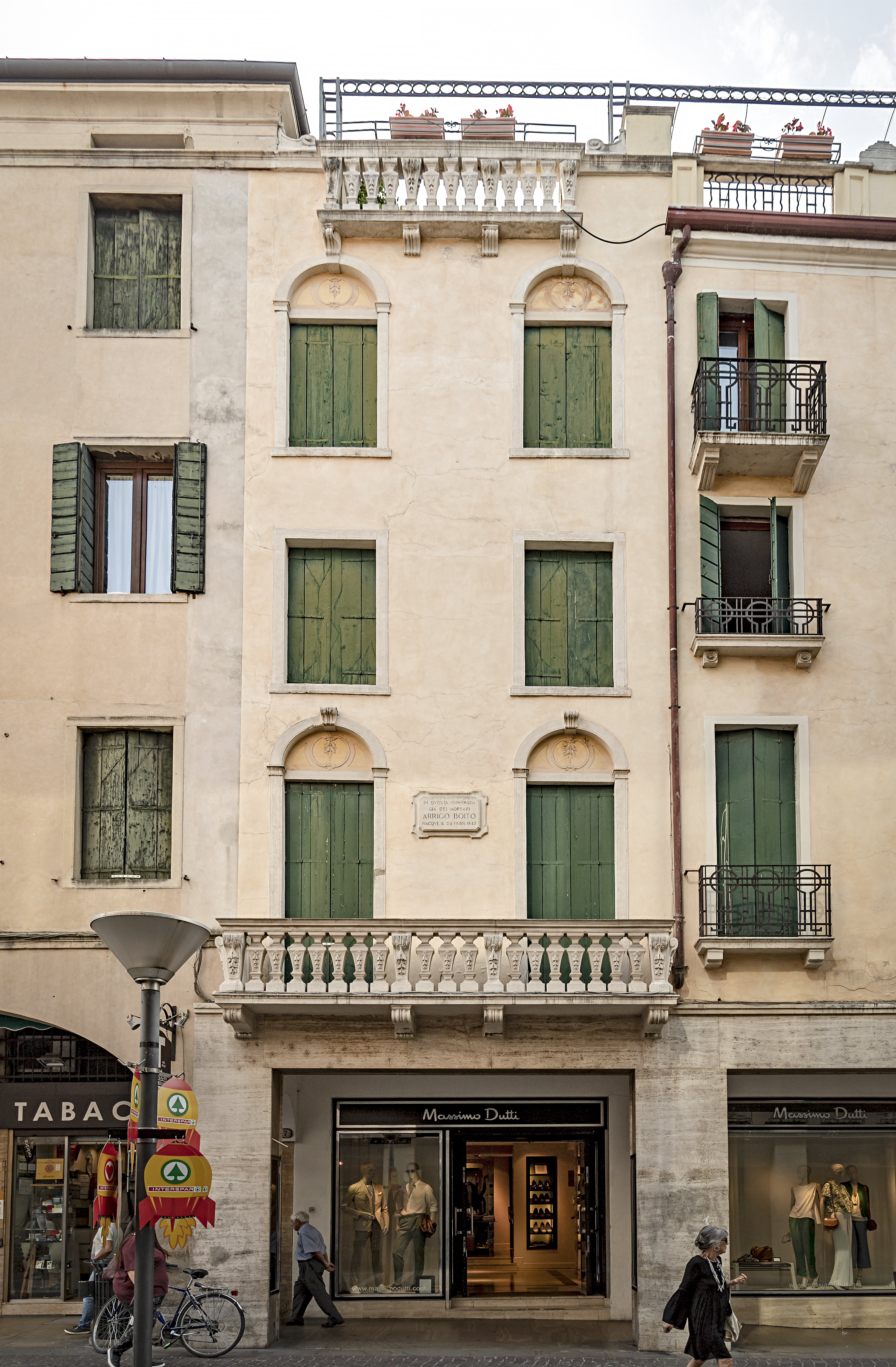
Casa natale in via Cavour a Padova

Dopo gli studi elementari a Venezia, dal 1853 studiò violino, pianoforte e composizione al conservatorio di Milano, allievo di Alberto Mazzucato, dando precoce prova di affrancamento dalle convenzioni musicali e di apertura alle innovative culture d'oltralpe con la cantata Il quattro giugno (1860) e col mistero Le sorelle d'Italia (1861), dei quali scrisse anche il testo poetico, proponendosi da subito nella duplice veste di poeta-musicista.
Nel 1861, appena conseguito il diploma, ottenne una borsa di studio e, col condiscepolo e amico fraterno Franco Faccio, si recò a Parigi. Nella capitale francese conobbe, tra gli altri, Rossini, Berlioz e Verdi. Per quest'ultimo scrisse il testo poetico dell'Inno delle Nazioni, eseguito all'Esposizione universale di Londra.
Nel 1862, lasciata Parigi per la Polonia, patria di sua madre (la contessa Józefa Radolinska, morta nel 1859), vi scrisse il suo primo libretto, l'Amleto, dall'omonima tragedia di Shakespeare, per la musica di Faccio.
Tornato a Milano, strinse amicizia con Emilio Praga e aderì al movimento letterario della Scapigliatura, di cui fu uno dei principali esponenti. In questo periodo compose diverse poesie, poi in parte raccolte nel Libro dei versi (1877), e pubblicò quello che è generalmente considerato il suo lavoro più originale, il poemetto Re Orso (1865), una fiaba inquietante e orrida in forma di spericolato polimetro (componimento con versi di varia misura). Fu inoltre molto attivo, collaborando con diverse testate milanesi, come critico e recensore di spettacoli teatrali e musicali. In alcuni articoli, in particolar modo in quelli pubblicati sul Figaro (rivista da lui stesso fondata e diretta nel 1864), espresse i propri principi di riforma del melodramma italiano, in certa misura simili a quelli di Wagner (compositore con cui Boito, peraltro, ebbe un rapporto quanto mai problematico, altalenante tra entusiastica ammirazione e rigetto veemente).
Di notevole pregio sono anche le sue raffinate novelle (L'Alfier nero, Iberia, La musica in piazza, Il pugno chiuso e Il trapezio), pubblicate su varie riviste dal 1867 al 1874.

### IlMefistofelee l'attività librettistica
Dopo alcuni anni di intenso lavoro (interrotto solo nel 1866, quando con Faccio s'arruolò nel corpo di volontari di Garibaldi in occasione della Terza guerra d'indipendenza) nel 1868 fece rappresentare alla Scala il grandioso dramma musicale Mefistofele, che condensava l'intero Faust di Goethe. Al suo esordio l'opera, accusata di wagnerismo, fu accolta da un clamoroso fiasco; dopo appena due rappresentazioni, a causa dei disordini ripetutamente verificatisi in teatro, si decise di interrompere le esecuzioni.
Boito successivamente rivide e ridusse drasticamente la partitura (tra l'altro, la parte di Faust, originariamente per baritono, fu riscritta per tenore). La nuova versione, rappresentata nel 1875 al Teatro Comunale di Bologna, ottenne un enorme successo in Italia come all'estero e, unica fra le composizioni di Boito, entrò nel repertorio delle opere ancor oggi rappresentate e incise con maggiore frequenza.
Dopo il fiasco del primo Mefistofele, Boito si dedicò principalmente alla composizione di libretti, quasi sempre firmati con lo pseudonimo anagrammatico Tobia Gorrio. Si ricordano La Gioconda per Amilcare Ponchielli, Ero e Leandro scritto per sé nel 1871 ma poi ceduto a Giovanni Bottesini, Pier Luigi Farnese per Costantino Palumbo, La falce per Alfredo Catalani e Un tramonto per Gaetano Coronaro.
Nel 1864, insieme ad altri «cultori della buona musica», promuove la fondazione della Società del quartetto di Milano.

### I rapporti con Verdi, Duse e le istituzioni

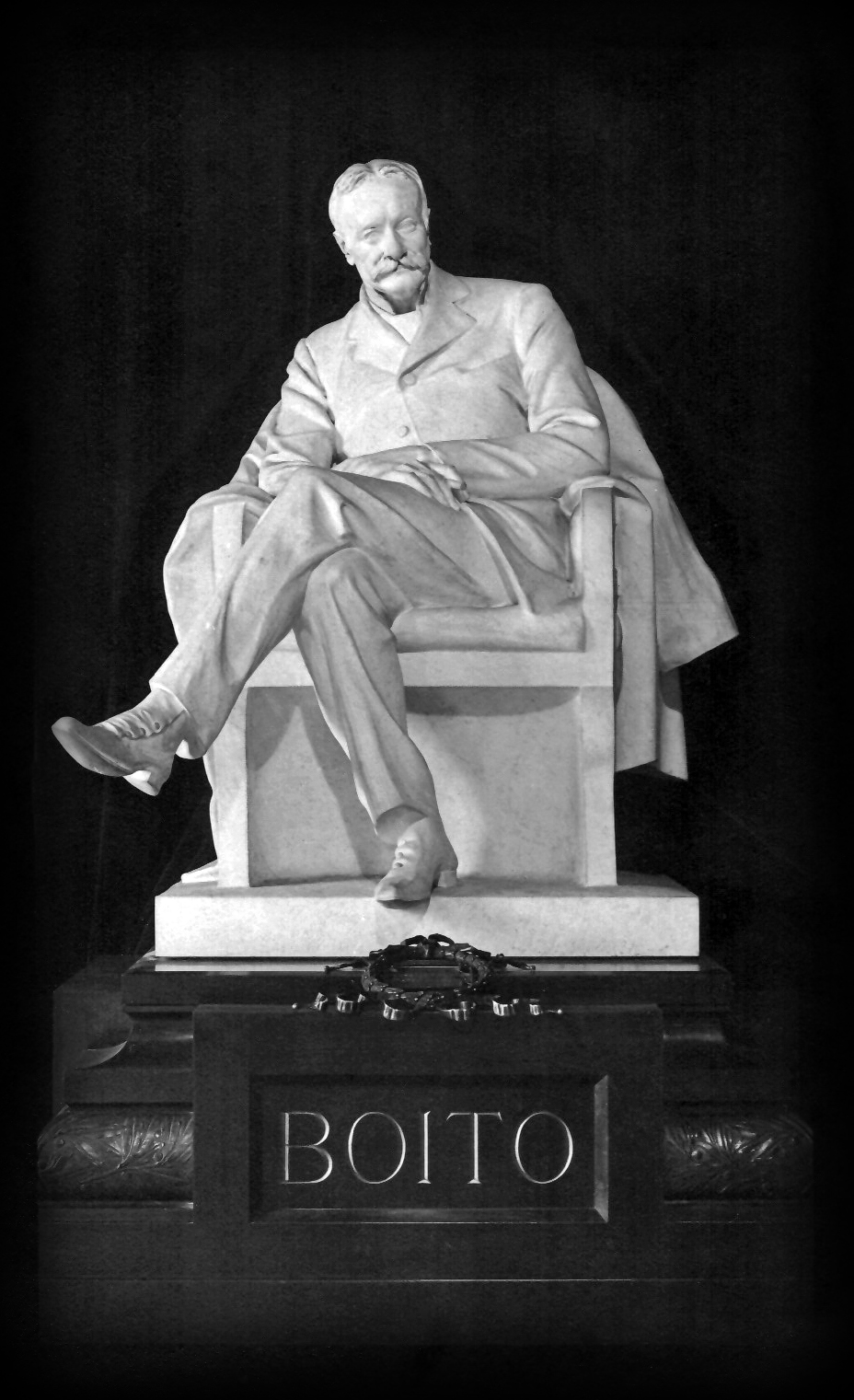
Il monumento a Boito, opera di Luigi Secchi, eretto nel ridotto del Teatro alla Scala nel 1923

Per Giuseppe Verdi, con cui peraltro erano sorte acute divergenze nel 1863 a causa di un'ode offensiva (Alla salute dell'Arte Italiana), scrisse l'Otello (1887) e il Falstaff (1893), entrambi da Shakespeare, e modificò notevolmente il Simon Boccanegra (1881). Nel corso della lunga collaborazione, nonostante gli spiacevoli trascorsi, tra i due, oltre alla stima reciproca, nacque una profonda e sincera amicizia.
Dal 1887 al 1898 Boito ebbe un'intensa relazione con la celebre attrice Eleonora Duse (gli incontri avvenivano, tra l'altro, a Ivrea, presso il castello di San Giuseppe, dimora del comune amico Giuseppe Bianchi), e per lei tradusse i drammi shakespeariani Antonio e Cleopatra, Romeo e Giulietta e Macbeth.
Dal 1890 al 1891 fu direttore onorario del Conservatorio di Parma (per questa ragione l'istituzione parmigiana porta il suo nome). Nel 1893 gli fu conferita una laurea honoris causa in musica dall'Università di Cambridge, e nel 1912 fu nominato senatore del Regno.

### IlNerone
Fin dalla giovinezza lavorò alla composizione della tragedia lirica che lo impegnò per tutta la vita, il Nerone, grande affresco storico in cinque atti dai tratti spiccatamente decadentistici; nel 1901, scosso dalla morte di Verdi, ne pubblicò il testo letterario (che fu un vero successo editoriale), ma - vinto dai dubbi e dall'autocritica - non riuscì a completarne la partitura, nonostante la soppressione dell'intero quinto atto. 
Il Nerone, completo nello spartito ma non interamente strumentato, fu in seguito integrato nell'orchestrazione da Arturo Toscanini, Antonio Smareglia e Vincenzo Tommasini, che cercarono di seguire le indicazioni e le annotazioni che Boito aveva lasciato. Col carico di un'aspettativa senza paragoni (il pubblico attendeva l'opera da decenni), la tragedia fu rappresentata per la prima volta alla Scala il 1º maggio 1924: accolte da un autentico trionfo, le recite fruttarono al teatro milanese un incasso da record. Dopo un periodo di frequenti esecuzioni, dagli anni cinquanta il secondo dramma musicale di Boito, anche a causa dei costi proibitivi del suo allestimento, è stato rappresentato sempre meno, benché vanti un discreto numero di incisioni, anche in studio.

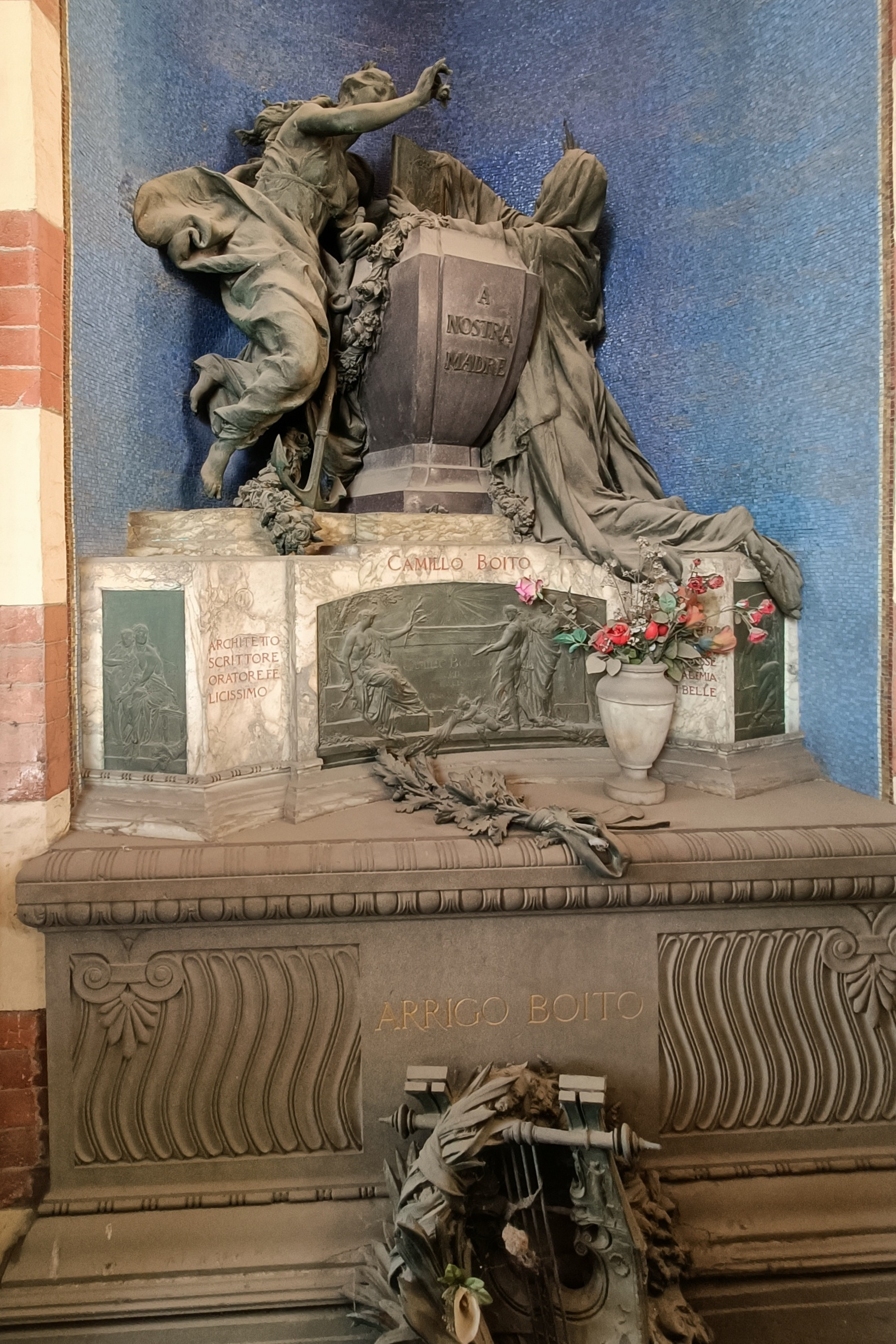
Tomba nel Cimitero Monumentale (Milano)

Morì nel 1918, per angina pectoris, ed ebbe sepoltura nel cimitero monumentale di Milano.

## Opere letterarie

### Poesia
- Re Orso (1864, 1902)
- Il libro dei versi (1877, 1902)

### Teatro
- Le madri galanti (1863, scritta in collaborazione con Emilio Praga)
- Nerone (1901)

### Novelle
- L'alfier nero (1867)
- Iberia (1868)
- Il pugno chiuso (1867-1870)
- La musica in piazza (1870-1871)
- Il trapezio (1873-1874, incompiuta)

### Libretti
- Il quattro giugno (1860, musica propria e di Franco Faccio)
- Le sorelle d'Italia (1861, musica propria e di Franco Faccio)
- Amleto (1865, Franco Faccio)
- Mefistofele (1868, musica propria; 1875, musica propria)
- Ero e Leandro (1871, musica propria, non rappresentato; 1879, Giovanni Bottesini; 1896, Luigi Mancinelli)
- Iràm (1873, Cesare Dominiceti, non rappresentato)
- Un tramonto (1873, Gaetano Coronaro)
- La falce (1875, Alfredo Catalani)
- Semira (1876, Luigi San Germano, non rappresentata)
- La Gioconda (1876, musica di Amilcare Ponchielli)
- Pier Luigi Farnese (1877, musica di Costantino Palumbo, non rappresentata)
- Basi e bote (entro il 1881, musica propria, non rappresentata; 1927, musica di Riccardo Pick-Mangiagalli)
- Simon Boccanegra (1881 musica di Giuseppe Verdi, rifacimento del libretto di Francesco Maria Piave)
- Otello (1887, Giuseppe Verdi)
- Falstaff (1893, Giuseppe Verdi)
- Nerone (1924, musica propria, rappresentata postuma, composizione: 1862-1915).

## Opere liriche
- Mefistofele (1868 e 1875)
- Nerone (1924, rappresentata postuma, composizione: 1862-1915).

## Altro
In Italia l'Inno alla gioia viene oggi il più delle volte cantato usando l'adattamento in lingua italiana del testo di Schiller fatto da A. Boito.
Il conservatorio di Parma è intitolato a lui.

### Biografie
- Raffaello de Rensis, Arrigo Boito. Capitoli biografici, Firenze, Sansoni, 1942
- Piero Nardi, Vita di Arrigo Boito, Milano, Mondadori, 1942
- Massimiliano Vajro, Arrigo Boito, Brescia, La Scuola, 1955
- Domenico Del Nero, Arrigo Boito. Un artista europeo, Firenze, Le Lettere, 1995

### Studi critici ed edizioni con commento
- Luigi Pagano [pseud. Romualdo Giani], Arrigo Boito: l'Artista e Nota boitiana, in La fionda di Davide, Torino, Bocca, 1928, pp. 1–48 e 49-78
- Arrigo Boito, Tutti gli scritti, a cura di Piero Nardi, Milano, Mondadori, 1942
- Gaetano Mariani, Mondo poetico e ricerca stilistica di Arrigo Boito, in Storia della Scapigliatura, Roma-Caltanissetta, Sciascia, 1967
- Gaetano Mariani, Le varianti di Arrigo Boito, in AA.VV., Arte e Letteratura. Scritti in ricordo di Gabriele Baldini, a cura dell'Istituto di Lingua e Letteratura Inglese e di Letteratura Angloamericana della Facoltà di Magistero, Università di Roma, Edizioni di Storia e Letteratura, 1972
- Giovanna Scarsi, Rapporto tra poesia e musica in Arrigo Boito, Roma, Delia, 1972
- Arrigo Boito musicista e letterato, testi di Marinella Busnelli; ricerca iconografica di Adriana Corbella, Lorenzo Siliotto; direttore della ricerca e coordinatore: Giampiero Tintori; Milano, Nuove edizioni, 1986
- Raffaello De Rensis, Franco Faccio - Arte, scapigliatura, patriottismo, Roma, NeoClassica, 2016, ISBN 978-88-9374-006-7
- Giovanni Morelli (a cura di), Arrigo Boito, Firenze, Olschki, 1994
- Arnaldo Di Benedetto, "Case nuove" di Arrigo Boito o Le rovine di Milano, in Ippolito Nievo e altro Ottocento, Napoli, Liguori, 1996, pp. 217–329
- Arrigo Boito, Opere letterarie, a cura di Angela Ida Villa, Milano, Edizioni Otto/Novecento, 2001
- Costantino Maeder, Il real fu dolore e l'ideal sogno. Arrigo Boito e i limiti dell'arte, Firenze, Cesati, 2002
- Ero e Leandro. Tragedia lirica in due atti di Arrigo Boito, a cura di Emanuele d'Angelo, Bari, Palomar, 2004
- Emanuele d'Angelo, Arrigo Boito, voce in Encyclopedia of Italian Literary Studies, edited by Gaetana Marrone, New York, Routledge, 2007, 1, pp. 271–274
- Riccardo Viagrande, Arrigo Boito "Un caduto chèrubo", poeta e musicista, Palermo, L'Epos, 2008
- Claudio Mariotti, Arrigo Boito buon geomètra. Lettura del Libro dei versi, in «Filologia & Critica», settembre/dicembre 2008, pp. 321–50
- Arrigo Boito, Il libro dei versi, a cura di Claudio Mariotti, Modena, Mucchi, 2008
- Emanuele d'Angelo, Arrigo Boito drammaturgo per musica. Idee, visioni, forma e battaglie, Venezia, Marsilio, 2010
- Arrigo Boito, Il primo Mefistofele, a cura di Emanuele d'Angelo, Venezia, Marsilio, 2013
- Edoardo Buroni, Arrigo Boito librettista, tra poesia e musica. La «forma ideal, purissima» del melodramma italiano, Firenze, Cesati, 2013
- Riccardo Viagrande, Verdi e Boito. "All'arte dell'avvenire". Storia di un'amicizia e di una collaborazione artistica, Monza, Casa Musicale Eco, 2013
- Carteggio Verdi-Boito, a nuova cura di Marcello Conati, Parma, Istituto nazionale di studi verdiani, 2014, 574 pp., ISBN 978-88-85065-60-4
- Emanuele d'Angelo, Il "Pier Luigi Farnese" di Arrigo Boito. Con edizione critica del libretto, Ariccia, Aracne, 2014
- «Ecco il mondo». Arrigo Boito, il futuro nel passato e il passato nel futuro, a cura di Maria Ida Biggi, Emanuele d'Angelo, Michele Girardi, Venezia, Marsilio, 2019
- Arrigo Boito, Il Libro dei versi, a cura di Emanuele d'Angelo, Firenze, Olschki, 2023 (Edizione nazionale delle opere di Arrigo Boito, 1)